# ادوین گیلبرت (شناگر)
ادوین گیلبرت (به انگلیسی: Edwin Gilbert) (زادهٔ ۲۲ ژوئن ۱۹۲۹) (درگذشته ۷ نوامبر ۲۰۲۰) شناگر اهل ایالات متحده آمریکا بود.